# George Whitmore
George Whitmore (ur. 8 lutego 1931, zm. 1 stycznia 2021 we Fresno) – amerykański wspinacz i działacz na rzecz ochrony przyrody.
Był członkiem zespołu, który jako pierwszy w 1958 roku wszedł na monolit El Capitan. Ekipa składająca się z Whitemore’a, Warrena J. Hardinga i Wayne’a Merry’ego przez 45 dni zakładała liny poręczowe i obozy na całej długości drogi wspinaczkowej. Wspinacze po pracy na ścianie schodzili na ziemię i wracali do codziennych obowiązków. Ostatecznie po dwunastodniowym końcowym ataku zdobyli szczyt 12 listopada 1958 roku, a ich droga wspinaczkowa została nazwana „The Nose”.
Przez wiele lat działał na rzecz ochrony przyrody. Doprowadził do utworzenia obszarów chronionych w Sierra Nevada. Uczestniczył w protestach przeciwko budowie zapór wodnych i autostrad na obszarach chronionych. Był członkiem ruchu społecznego, który zablokował starania Walt Disney Corporation dotyczące zakupu górskich terenów byłej kopalni w Sierra Nevada, aby utworzyć w nim ośrodek narciarski. Teren ten później został włączony do Parku Narodowego Sekwoi.
Zmarł w wyniku komplikacji po przebyciu COVID-19.